# Chromis degruyi
Chromis degruyi is een baarsachtige uit het geslacht Chromis die voorkomt nabij de Carolinen. De soort werd voor het eerst beschreven in 2008.

## Naamgeving
De soortaanduiding degruyi eert Michael V. DeGruy voor zijn enthousiasme en vastberadenheid die hij had bij het vangen van het eerst volwassen specimen van de soort.

## Voorkomen
C. degruyi komt voor in koraalriffen in de Stille Oceaan nabij de Caroline-eilanden, van Puluwat tot Palau. Mogelijk komen ze ook voor bij Tutuila. Ze leven rond hellingen van 85 tot 120 meter diep, wat relatief diep is voor een soort uit het geslacht Chromis. Meestal bevinden ze zich in de buurt van rotspartijen met kleine holten en grotten en rond kalksteenpuin. Ze zijn meestal te vinden in kleine groepjes. Ze komen niet erg veelvuldig voor in hun leefgebied.

## Kenmerken
Het grootste beschreven exemplaar was 82,4 mm lang. Een volwassen exemplaar is mat bruingeel met negen paarsgrijze strepen op de zijkant. Op de rugzijde van de borstvin zit een opvallende, zwarte vlek.